# Kedsomhedens gåde
Kedsomhedens gåde er en dansk dokumentarfilm fra 1986, der er instrueret af Flemming Quist Møller efter eget manuskript.

## Handling
I en blanding af real- og tegnefilm får "kedsomheden" krop og bevægelse. Som en slatten tegnefilmfigur dukker den op i forskellige sammenhænge i hverdagen